# Карпентер, Дженнифер
Дже́ннифер Линн Ка́рпентер (англ. Jennifer Leann Carpenter; род. 7 декабря 1979, Луисвилл, Кентукки) — американская актриса, известная ролями Дебры Морган в телесериале «Декстер» и Эмили Роуз в фильме «Шесть демонов Эмили Роуз».

## Ранние годы
Карпентер родилась в Луисвилле, штат Кентукки. Она окончила католическую школу для девочек Sacred Heart Academy в Луисвилле, также посещала Walden Theatre Conservatory и позже Джульярдскую школу в Нью-Йорке. До её окончания принимала участие в Бродвейской постановке пьесы Артура Миллера «Суровое испытание» с Лиамом Нисоном и Лорой Линни в главных ролях.

## Карьера
Дебют Карпентер на большом экране состоялся в 2002 году. Это была второстепенная роль в драме People Are Dead. Карпентер впервые привлекла внимание критиков благодаря своей работе в фильме «Шесть демонов Эмили Роуз». В 2006 году она получила 2 премии MTV Movie Awards.
Карпентер широко известна ролью Дебры Морган в телесериале «Декстер» на канале Showtime, премьера которого состоялась 1 октября 2006 года. Её образ сестры главного персонажа очень впечатлил некоторых критиков, в частности, австралийский журналист Джек Маркс описывает её «холодную и неуклюжую» игру, как «настолько совершенную, что многие зрители, похоже, ошибаются в актрисе, видя недостатки её персонажа».

## Личная жизнь
В 2008—2011 годах Дженнифер была замужем за своим партнером по сериалу «Декстер» Майклом Си Холлом.
С 29 мая 2016 года Дженнифер замужем за участником музыкальной фолк-группы «The Avett Brothers» Сетом Эветтом, с которым она встречалась 3 года до их свадьбы. У супругов есть сын — Айзек Эветт (род. в конце мая 2015).

## Фильмография
| Год       |     | Русское название                                       | Оригинальное название                         | Роль                           |
| --------- | --- | ------------------------------------------------------ | --------------------------------------------- | ------------------------------ |
| 2002      | ф   | —                                                      | People Are Dead                               | подруга Анжелы                 |
| 2003      | ф   | —                                                      | Ash Tuesday                                   | Саманта                        |
| 2004      | ф   | Шпионки                                                | D.E.B.S.                                      | истеричная студентка           |
| 2004      | ф   | Белые цыпочки                                          | White Chicks                                  | Лиза                           |
| 2005      | ф   | Смертельное выселение                                  | Lethal Eviction                               | Сара / Тесси / Бет             |
| 2005      | ф   | Шесть демонов Эмили Роуз                               | The Exorcism of Emily Rose                    | Эмили Роуз                     |
| 2005      | тф  | —                                                      | Queen B                                       | Кристен                        |
| 2006      | ф   | Собачья проблема                                       | The Dog Problem                               | рыжеволосая официантка         |
| 2006—2013 | с   | Декстер                                                | Dexter                                        | Дебра Морган                   |
| 2007      | ф   | Битва в Сиэтле                                         | Battle in Seattle                             | Сэм                            |
| 2008      | ф   | Карантин                                               | Quarantine                                    | Анджела Вайдел                 |
| 2009      | мс  | Декстер: Пробы пера                                    | Dexter: Early Cuts                            | Дебра Морган                   |
| 2010      | ф   | Быстрее пули                                           | Faster                                        | женщина                        |
| 2011      | ф   | Голодный кролик атакует                                | Seeking Justice                               | Труди                          |
| 2011      | с   | Хорошая жена                                           | The Good Wife                                 | Памела Рейкер                  |
| 2011—2013 | мс  | —                                                      | Pound Puppies                                 | Пеппер                         |
| 2012      | ф   | Игра на выживание                                      | Gone                                          | Шерон Эймс                     |
| 2012      | кор | Тур расставания                                        | The Break-Up Tour                             | Сара                           |
| 2012      | ф   | Фабрика                                                | The Factory                                   | Келси Уокер                    |
| 2012      | ф   | Бывшие девушки                                         | Ex-Girlfriends                                | Кейт                           |
| 2014      | мф  | Секретные материалы Мстителей: Чёрная вдова и Каратель | Avengers Confidential: Black Widow & Punisher | Чёрная вдова / Наташа Романофф |
| 2014      | мс  | Робоцып                                                | Robot Chicken                                 | Уэнди Дарлинг / Пончик         |
| 2014      | ф   | Рука Дьявола                                           | The Devil’s Hand                              | Ребека                         |
| 2014      | ки  | —                                                      | The Evil Within                               | Джули Кидман                   |
| 2014      | тф  | Море огня                                              | Sea of Fire                                   | Лиа Пирс                       |
| 2015      | мф  | Скуби-Ду и KISS: Тайна рок-н-ролла                     | Scooby-Doo! and Kiss: Rock and Roll Mystery   | Чикара                         |
| 2015      | тф  | —                                                      | Stanistan                                     | Марси                          |
| 2015—2016 | с   | Области тьмы                                           | Limitless                                     | агент ФБР Ребекка Харрис       |
| 2017      | ф   | Драка в блоке 99                                       | Brawl in Cell Block 99                        | Лорен Томас                    |
| 2018      | мф  | Бэтмен: Готэм в газовом свете                          | Batman: Gotham by Gaslight                    | Селина Кайл / Женщина-кошка    |
| 2018      | ф   | Закатать в асфальт                                     | Dragged Across Concrete                       | Келли Саммер                   |
| 2019      | с   | Враг внутри                                            | The Enemy Within                              | Эрика Шепард                   |
| 2020      | мф  | Легенды «Смертельной битвы»: Месть Скорпиона           | Mortal Kombat Legends: Scorpions Revenge      | Соня Блейд                     |
| 2020      | мф  | Легенды «Смертельной битвы»: Битва королевств          | Mortal Kombat Legends: Battle of the Realms   | Соня Блейд                     |
| 2021      | ф   | Полный рот воздуха                                     | A Mouthful of Air                             | Люси                           |
| 2021—2022 | с   | Декстер: Новая кровь                                   | Dexter: New Blood                             | Дебра Морган                   |

## Награды и номинации
К настоящему времени[когда?] имеет 5 наград и ещё 21 номинацию, оставшуюся без победы, в области кино.
Ниже перечислены основные награды и номинации. Полный список см. на IMDb.com
| Награда                               | Год  | Категория                                                 | Название работы          | Результат |
| ------------------------------------- | ---- | --------------------------------------------------------- | ------------------------ | --------- |
| MTV Movie Awards                      | 2006 | Лучший прорыв года                                        | Шесть демонов Эмили Роуз | Номинация |
| MTV Movie Awards                      | 2006 | Лучший испуг                                              | Шесть демонов Эмили Роуз | Победа    |
| Сатурн                                | 2006 | Лучшая киноактриса второго плана                          | Шесть демонов Эмили Роуз | Номинация |
| Сатурн                                | 2007 | Лучшая телеактриса второго плана                          | Декстер                  | Номинация |
| Сатурн                                | 2008 | Лучшая телеактриса второго плана                          | Декстер                  | Номинация |
| Сатурн                                | 2009 | Лучшая телеактриса второго плана                          | Декстер                  | Победа    |
| Сатурн                                | 2010 | Лучшая телеактриса второго плана                          | Декстер                  | Номинация |
| Сатурн                                | 2011 | Лучшая телеактриса второго плана                          | Декстер                  | Номинация |
| Сатурн                                | 2012 | Лучшая телеактриса второго плана                          | Декстер                  | Номинация |
| Сатурн                                | 2013 | Лучшая телеактриса второго плана                          | Декстер                  | Номинация |
| Сатурн                                | 2014 | Лучшая телеактриса                                        | Декстер                  | Номинация |
| Премия Гильдии киноактёров США        | 2009 | Лучший актёрский состав в драматическом сериале           | Декстер                  | Номинация |
| Премия Гильдии киноактёров США        | 2010 | Лучший актёрский состав в драматическом сериале           | Декстер                  | Номинация |
| Премия Гильдии киноактёров США        | 2011 | Лучший актёрский состав в драматическом сериале           | Декстер                  | Номинация |
| Премия Гильдии киноактёров США        | 2012 | Лучший актёрский состав в драматическом сериале           | Декстер                  | Номинация |
| Выбор телевизионных критиков          | 2013 | Лучшая женская роль второго плана в драматическом сериале | Декстер                  | Номинация |
| Телевизионный фестиваль в Монте-Карло | 2010 | Лучшая женская роль в драматическом сериале               | Декстер                  | Номинация |